# Gouvernement de Belgorod
 (juin 2025).
Si vous disposez d'ouvrages ou d'articles de référence ou si vous connaissez des sites web de qualité traitant du thème abordé ici, merci de compléter l'article en donnant les références utiles à sa vérifiabilité et en les liant à la section « Notes et références ».
1727–1779
Entités suivantes :
- Vice-royauté de Koursk

Le gouvernement de Belgorod, (en russe : Белгоро́дская губе́рния, Belgorodskaïa goubernia), est une division administrative, un gouvernement, de l'Empire russe, qui a existé de 1727 à 1779. Son centre administratif était la ville de Belgorod.

## Histoire
Le gouvernement de Belgorod est créé à partir de territoires du gouvernement de Kiev le 1er mars 1727. Initialement composée de la seule province du même nom — Belgorod —, elle est agrandie la même année des provinces d'Orel et de Sevsk. En outre, 5 régiments cosaques de l'Ukraine slobodienne (situés à Akhtyrska, Izioum, Ostrogojsk, Soumy et Kharkov) lui sont rattachés à titre administratif pour les affaires civiles.
De 1732 à 1743, les régiments cosaques et leurs territoires sortent du giron du gouvernement de Belgorod avant de le réintégrer. Ils forment en 1765 le nouveau gouvernement de l'Ukraine slobodienne avec pour capitale la ville de Kharkov.
En accord avec le décret du 7 novembre 1775 de Catherine II réorganisant l'administration du territoire et fixant le nombre d'habitants par gouvernement à au plus trois ou quatre cent mille, le gouvernement de Belgorod cède des territoires aux gouvernements limitrophes dans les années 1775-1779.
Le 23 mai 1779, par décret de Catherine II, le gouvernement de Koursk est créé,. Belgorod, ayant perdu son importance militaire, devient un chef-lieu d'ouïezd. Le gouvernement de Belgorod disparaît officiellement le 27 décembre 1779 avec l'établissement de la vice-royauté de Koursk.